# Víctor Ruiz Albéniz
Víctor Ruiz Albéniz (Mayagüez, Puerto Rico, 1885 - Madrid, 1954) fue un periodista español (conocido con el seudónimo de Tebib Arrumi, aunque también Chispero, y Acorde) que fue descrito en su época como el cronista oficial del Régimen de Franco (adscrito como cronista de guerra al cuartel general del general). Fue presidente de la Asociación de la Prensa de Madrid desde 1937, así como cronista del ABC.

## Biografía

### Familia
Era hijo de Víctor Ruiz Rojo y de la Inspectora de Estudios de la Asociación para la Enseñanza de la Mujer (A.E.M.) Clementina Albéniz Pascual, tuvo una hermana, Sara Ruiz Albéniz. Casado con Julia Gallardón y Gutiérrez (1902 - Madrid, 1 de junio de 1977), fue padre del profesor José María Ruiz Gallardón, de Luisa, María del Carmen y Rafael Ruiz Gallardón y abuelo de Alberto Ruiz-Gallardón.

### Trayectoria profesional
En el protectorado Marroquí, ejerciendo como médico de la Compañía Española de Minas del Rif, poco a poco se hace popular bajo el seudónimo de "El Tebib Arrumi" (que significa médico cristiano en idioma árabe). Fue en esta época cuando trabajó como reportero bélico de los periódicos Diario Universal (en este periódico, llegó a ser redactor-jefe y subdirector) e Informaciones (diario que llegó a dirigir entre 1924 y 1936), cubriendo la guerra hispano-marroquí desde 1909 hasta el año 1922. Durante la guerra del Rif hizo defensa de Sanjurjo y Millán-Astray y del resto de militares africanistas. En sus diatribas enaltecía a los militares y se quejaba del gobierno. Este apoyo a los militares de África le causó problemas con el Gobierno de la República, y por esta razón cuando se produjo la sublevación militar fue nombrado corresponsal de guerra del Estado Mayor agregado al cuartel de Franco. Al mismo Franco le gustaba el tono grandilocuente de sus crónicas de guerra. Durante la Guerra Civil hizo crónicas radiofónicas.
Fue nombrado Cronista Oficial de la Villa de Madrid el 9 de junio de 1943.

## Premios
- Premio Rodríguez Santamaría en 1946
- Periodista de Honor en 1953

## Obras
Fue un prolífico autor periodístico, con varios millares de artículos publicados en diferentes periódicos y otras publicaciones españolas, desde 1910 hasta 1950. También escribió más de una treintena de obras, incluyendo algunas novelas.

### Crónicas
- «El Riff: estudio de un español en el Norte africano» - 1912
- «España en África» - 1921
- «La situación actual de España en Marruecos» - 1921
- «Las responsabilidades del desastre. Ecce homo: Prueba documental y aportes inéditos sobre las causas del derrumbamiento y consequencias de él» - 1922 (libro escrito en defensa de Dámaso Berenguer)
- «La actuación de España en Marruecos» - 1923
- «Tánger y la colaboración francoespañola» - 1924
- «La colonización española en Marruecos» - 1927
- «Héroes de España. "El Caudillo"» 1936
- «El cerco de Madrid» - 1937
- «Campañas del Jarama y el Tajuña» - 1937
- «La conquista de Vizcaya» - 1938
- «Campaña de Santander» - 1939
- «Asturias, por España» - 1939
- «Pérdida y reconquista de Teruel (Batalla del Alfambra)» - 1939
- «Crónicas de Guerra» - 1939
- «Leones en el Guadarrama» - 1940
- «Oviedo, la muy heroica» - 1940
- «Biblioteca infantil La reconquista de España» 33 cuadernos. 1942
- «¡Aquel Madrid...! (1900-1914)» - 1944 - con ilustraciones de Antonio Casero

### Novela
- La carga de Taxdirt. Novela corta. 1910
- Bu-Suifa. Novela corta. 1910
- ¡Kelb Rumi!: la novela de un español cautivo de los rifeños en 1921
- Lala-Mariem. Novela dialogada del Gran Atlas. 1930